# Cacic de Koepcke
El cacic de Koepcke (Cacicus koepckeae) és una espècie d'ocell de la família dels ictèrids. Viu a altituds d'entre 340 i 660 msnm a la selva de l'est del Perú, on és endèmic. El seu hàbitat natural són els boscos humits subtropicals o tropicals de les terres baixes.
És un ocell poc comú amenaçat per la destrucció de l'hàbitat. Es creu que la població està disminuint ràpidament i la Unió Internacional per a la Conservació de la Natura ha avaluat l'estat de conservació de l'ocell com a "gairebé amenaçada".

## Descripció
El cacic de la Selva és completament negre, excepte per una gropa distintiva de color groc i les cobertores grogues de la cua superior. És un ocell esvelt de cua llarga amb una longitud total d'uns 23 centímebres. El bec i els iris són de color blanc blavós mentre que les potes són fosques.

## Distribució i hàbitat
El cacic de la Selva és endèmic de l'est del Perú on es troba a les regions d'Ucayali, Cusco i Madre de Dios, i l'⁣estat veïnal d'Acre al nord-oest del Brasil. Habita típicament en vegetació densa de ribera a zones boscoses prop de petits rius i rierols, a zones de terra baixa i contraforts baixos a cotes entre 300 i 575 metres.

## Ecologia
El cacic de la Selva ha estat poc estudiat, però es creu que el seu comportament és similar al del cacic equatorià (Cacicus sclateri). Pot moure's pel bosc sol o en parelles, o pot fer-ho com a part d'un petit grup. Un observador va veure sis ocells banyant-se i bevent junts. Els ocells s'alimenten a través del dosser i s'han observat sondejant en grups de beines de llavors, potser per insectes, mentre no s'alimenten als arbres fruiters propers.

## Situació
La selva tropical de les terres baixes s'està reduint de manera constant a mesura que es neteja amb finalitats agrícoles, i també es creu que el nombre d'aquest ocell està disminuint. Mai va ser un ocell comú i s'està localitzant més, i la Unió Internacional per a la Conservació de la Natura calcula que hi pot haver entre 2.500 i 10.000 individus madurs en total. Tanmateix, la llunyania del seu hàbitat fa que tingui un risc menor que altres espècies. Per tant, l'estat de conservació d'aquest ocell s'ha avaluat com a "gairebé amenaçat".